# Sutojayan
Sutojayan is een bestuurslaag in het regentschap Malang van de provincie Oost-Java, Indonesië. Sutojayan telt 5039 inwoners (volkstelling 2010).